# Sadie Benning
Sadie Benning (Wisconsin, EUA, 11 d'abril de 1973) és una persona no-binària dels Estats Units d'Amèrica que es dedica al videoart i a la música rock amb el grup Le Tigre.

## Biografia
Benning va realitzar el seu primer vídeo durant la dècada de 1990 mentre vivia a Milwaukee, Wisconsin, amb una càmera Fischer-Price Pixelvision. La majoria de les seves obres tracten les seves experiències intentant trobar feina i analitzen la seva orientació sexual com a lesbiana. El seu treball va ser inclòs dues vegades a la biennal del Museu Whitney de Nova York.
Anys després, va formar el grup de rock Le Tigre, juntament amb Kathleen Hanna i Johanna Fateman. En l'àmbit de la tradició del videoart, en la seva nissaga familiar el seu pare és el cineasta experimental James Benning.